# Механічне зварювання
Механі́чне зва́рювання — вид зварювання, що ґрунтується на використанні різних видів механічної енергії.
До механічного класу належать холодне зварювання, зварювання тиском, тертям, вибухом, ультразвукове.
За ступенем механізації зварювання поділяють на ручне, напівавтоматичне і автоматичне.
Крім того, кожний вид зварювання може бути розгорнутим за технічними і технологічними ознаками.

## Призначення і область застосування
Призначено і застосовується для зварювання особливо відповідальних конструкцій з вуглецевих і низьколегованих сталей з границею міцності до 490 Н/мм², коли до металу шва пред'являються підвищені вимоги по пластичності й ударній в'язкості.
Основні види механічного зварювання: вибухом, холодне, ультразвукове, тертям.